# Le armi segrete
Le armi segrete (Las armas secretas) è una raccolta di racconti dello scrittore argentino Julio Cortázar pubblicato nel 1959. Contiene due dei racconti più famosi dello scrittore, Il persecutore, racconto a chiave sugli ultimi giorni di Charlie Parker, e Le bave del diavolo, dal quale Michelangelo Antonioni trarrà ispirazione per il film Blow-up.

## Racconti

### Lettere di mamma
- Cartas de mamá

Luis e la moglie Laura, emigrati da Buenos Aires a Parigi poco dopo la morte per tisi di Nico, fratello di lui e ex fidanzato di lei, ricevono una lettera	dall’Argentina. Per un refuso, la madre di Luis ha scritto che “Nico manda i suoi saluti.” O, almeno, così sono convinti i due coniugi; ma nelle lettere successive l’anziana donna continua a scrivere come se il figlio fosse ancora vivo, anzi preannuncia il suo arrivo a Parigi con il transatlantico, e un treno che arriverà a un giorno e a un’ora precisa. Sia Luis che Laura si recheranno a aspettarlo, ognuno per conto proprio, nell’atrio della stazione.

### I buoni servigi
- Los buenos servicios

Madame Francinet è un’anziana vedova che vive pagando l’affitto della stanza con lavori sporadici. Un’ex cliente, Madame Rosay, viene a domandarle aiuto per organizzare una festa; il giorno in questione Madame Francinet scopre che il lavoro consiste nel prendersi cura dei cani della famiglia perché non molestino gli ospiti. Dopo ore, Madame Francinet attende in cucina che la festa finisca per poter riscuotere il compenso e andarsene, ma gli ultimi invitati la ignorano ostentatamente. Soltanto un uomo chiamato Monsieur Bébé si degna di parlare con lei, e le offre un whisky per ammazzare il tempo.
Qualche tempo dopo la stessa Madame Rosay le offre denaro per farsi passare per la madre di un uomo appena morto. All’obitorio la donna si accorge che il defunto è Monsieur Bébé e le sue lacrime sgorgano naturali, senza forzature.

### Le bave del diavolo
- Las babas del diablo

Un giovane sudamericano che vive a Parigi esce a fare una passeggiata portando con sé la macchina fotografica. In un angolo appartato dell’Île Saint-Louis al centro della Senna scatta per caso una fotografia a una donna bionda che parla insieme a un ragazzino quattordicenne. Il fotografo immagina una circuizione a scopo sessuale. Il ragazzino fugge come se si fosse rotto un ipnotismo. Tornato a casa, il protagonista riesamina un ingrandimento dell’istantanea, che davanti ai suoi occhi si muove come se prendesse vita; si rende così conto che la bionda non parlava per sé, ma per l’uomo dal viso pesantemente truccato che attendeva in macchina, e si rende conto di aver sventato senza volerlo una sordida transazione pedofila.

### Il persecutore
- El perseguidor

Storia di un sassofonista, basata sulla vita di Charlie Parker.

### Le armi segrete
- Las armas secretas

Pierre aspetta in casa la fidanzata Michèle; dopo un certo tempo decide di scendere nel vicino cafè, dove finalmente i due si incontrano. Michèle chiacchiera con due amici, Pierre si perde nei propri pensieri. È contento che finalmente potranno rimanere insieme da soli, perché i genitori della ragazza partiranno in viaggio il giorno seguente.
Pierre trascorre il tempo fino al giorno successivo immaginando la casa di Michèle, in particolare vede con gli occhi della mente una sfera di cristallo nell’ingresso, e domandandosi come mai lei non abbia finora acconsentito a un rapporto sessuale. Il giorno successivo quasi si stupisce che non ci sia davvero una sfera da veggente, e il suo ardore è tale che quando la ragazza cerca di tenerlo al suo posto, per un momento sembra che arrivi a usarle violenza.

## Edizioni
- Julio Cortázar, Le armi segrete, Einaudi, Torino, 2008, pp. 165